# فرانسیسکا والنسولا

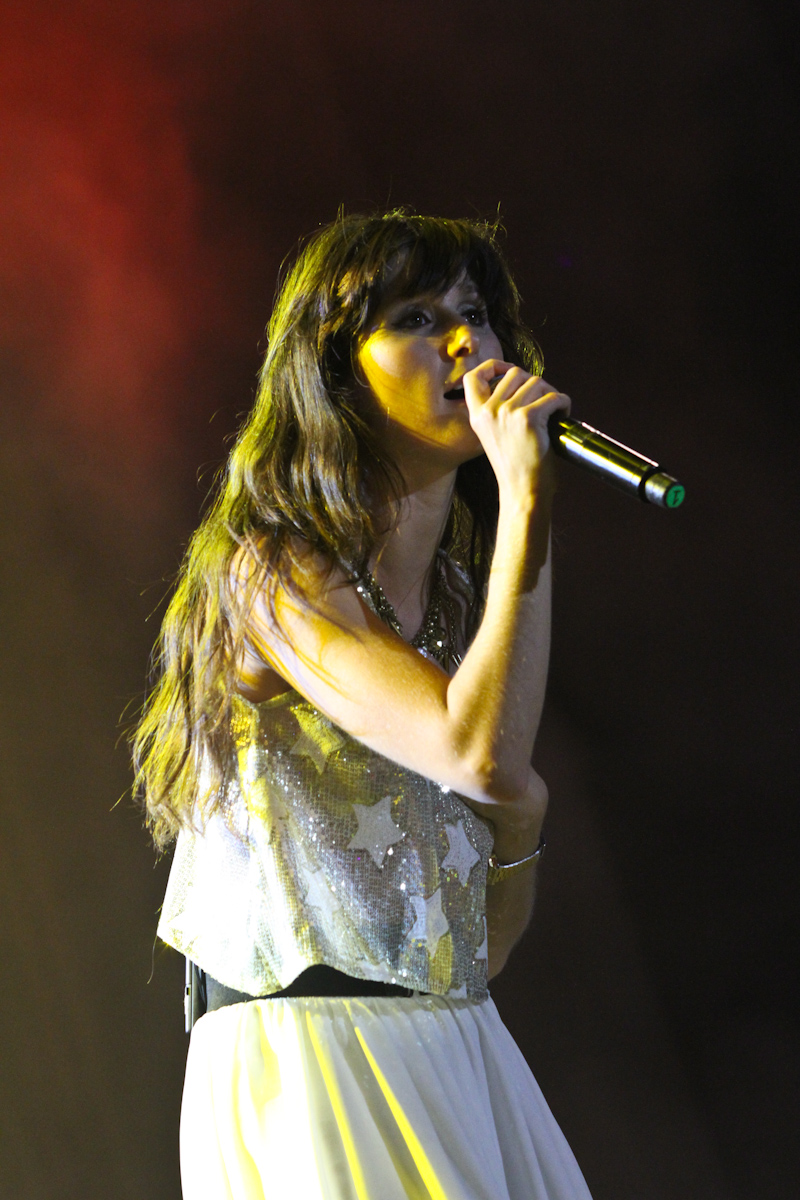

فرانسیسکا والنسولا مندز (سانفرانسیسکو، کالیفرنیا، ۱۷ مارس ۱۹۸۷) خواننده، ترانه‌سرای پاپ راک شیلیایی-آمریکایی است.
در سال ۲۰۰۶ اولین تک آهنگ خود را به نام Peces منتشر کرد، آهنگی که در ۱۳ سالگی ساخته بود. آهنگ Peces توسط مجله معتبر رولینگ استون به عنوان یکی از ۱۰۰ آهنگ برتر سال ۲۰۰۶ شناخته شد. او توسط جولیتا ونگاس دعوت شد تا کنسرت خود را که در تئاتر Caupolicán برگزار شد افتتاح کند. در ۳۰ ژوئن ۲۰۰۷، او اولین آلبوم خود را به نام Muérdete la lengua منتشر کرد که شامل ده آهنگ از جمله تک آهنگ‌های او "Peces" و "Dulce" است. این آلبوم یکی از پرفروش‌ترین آلبوم‌ها در شیلی است.